# Moneybagg Yo
Moneybagg Yo, de son vrai nom Demario DeWayne White, Jr., né le 22 septembre 1991 à Memphis, au Tennessee, est un rappeur américain. Sa carrière est marquée par une forte productivité, le rappeur ayant sorti une dizaine de mixtapes entre 2012 et 2018.
Il commence sa carrière en 2012 avec sa première mixtape From Da Block 2 Da Booth.
En octobre 2016, Moneybagg Yo signe sur le label memphisien Collective Music Group dirigé par Yo Gotti.
Federal 3x, sorti le 11 août 2017, est son premier projet à atteindre le top 10 du classement des ventes d'albums aux États-Unis en se classant à la 5e place avec 30 000 exemplaires vendus lors de sa première semaine d'exploitation.
Le 2 novembre 2018, après avoir sorti les mixtapes 2 Heartless, en février, et Bet On Me, en août, Moneybagg Yo publie son premier album studio : Reset.